# آنه-کاترین شوت
آنه-کاترین شوت (به انگلیسی: Anne-Katrin Schott) (زادهٔ ۱۹۶۰) شناگر اهل آلمان است.